# 第五姓
第五，為漢字複姓，是極為稀有之姓氏，源於田姓，屬於帝王賜姓，先世爲戰國田齊公族田氏，被漢高祖徙至關中，以遷移次第爲氏，分為第一氏到第八氏，但是現代只剩「第五姓」，漢朝滅亡後，第五姓許多人改回田姓，或改為伍姓，所以日漸稀薄，2015年時全中國大陸只有一千餘人，以陕西省宝鸡市眉县首善街道第五村為最多；2018年時臺灣則僅有7人。

## 源流
第五姓可以追溯到帝舜，其後有媯、田，陳、姚、胡五姓，皆同根同源，史稱“媯汭五姓”，舜的後裔不斷發展，直到殷商後期，舜的後代閼父歸順於周文王，任陶正之官。周武王討伐殷商，史稱武王克殷，並將長女大姬嫁與閼父之子媯滿（舜33代孫）。後來，武王追封上古聖王的後裔，媯滿因此被封為陳侯，位於陳，大致位於今天河南開封附近。媯滿史稱陳胡公，其後代以國為姓，從而產生了陳氏。在陳厲公時，陳國發生了爭奪君位的內亂，陳厲公之子陳完逃出齊國避難，改為田完（“陳”、“田”古音相同且互为假借字），田完是田姓的始祖。田完在姜齊受到禮遇，任工正。田完的後代田氏家族在姜齊逐漸發展，後掌握姜齊國政。公元前481年，田乞之子田恒（陳成子）弒齊簡公，另立齊平公，把持政權，又以“修公行賞”爭取民心。公元前391年，陳成子四世孫田和廢齊康公。公元前386年，田和放逐齊康公於海上，自立為君，同年為周安王冊命為齊侯，並受到諸侯的承認，這就是歷史上著名的“田氏代齊”。前379年，齊康公死，姜齊絕祀。田氏仍以“齊”作為國號，史稱“田齊”。
劉邦建立漢朝之後，為增強關中的經濟實力，削弱各地豪強的地方影響力，曾經把戰國時的齊、楚、燕、韓、趙、魏六國公族的後裔和豪族名門共十萬多人都遷徙到關中一帶定居。在遷徙原齊國田姓貴族時，因族大人眾，以門第順序被分為第一至第八氏，例如田廣其孫田登為第二氏，元孫田癸為第三氏，弟田英為第八氏等，第五氏就是其中的一支，據《姓氏考略》載：“齊田氏後，漢時齊諸田徒至京兆房陵，以次第為姓，有第一至第八。”王符《潜夫论·志姓氏》稱：“汉高祖徙诸田关中，而有第一至第八氏。”《后汉书·第五伦列传》：“其先齐诸田。诸田徙园陵者多，故以次第为氏。”八氏中唯有“第五”這支後來出了不少名人，得以較普遍流傳，作為顯姓收到《續百家姓》中。

## 郡望
隴西：戰國時期秦國秦昭襄王二十八年（甲子，公元前279年）置郡，因在隴山之西而得名，治所在狄道（今甘肅臨洮），其時轄地在今甘肅省東鄉縣以東的洮河中遊、武山以西的渭河上遊、禮縣以北的西漢水上遊及天山市東部，包括今甘肅省蘭州市、臨洮縣、鞏昌縣、秦州市一帶。西漢朝時轄地在今甘肅省東鄉縣東部的洮河中遊、武山西部的渭河上遊、禮縣北部的西漢水上遊及天山市的東部地區。三國時期曹魏國移治至襄武(今甘肅隴西)。北魏時期轄地在今甘肅省隴西縣附近一帶。
東郡：東郡始建于秦始皇五年(庚申，公元前242年)，取原魏國之地置東郡，包括河北大名府、山東東昌府、及長清縣以西一帶地區。西漢時期因之，治所在濮陽縣(今河南濮陽)，其時轄地在今河南省南部仆陽縣及山東省東西部一帶地區。東漢初其平中嘗治武陽，臧洪爲太守，又治東武陽。西晉朝時期廢黜，東晉朝複置，在今河南滑縣東部。北魏徙治至滑台(今河南滑縣)，隋朝初期廢黜，後曾以兖州爲東郡，此兖州是由滑州(今河南滑縣)改名而成，並非今山東省之兖州。南朝宋國再置東郡，在河南陳州府境。

## 堂號
- 隴西堂：以郡望立堂。
- 東郡堂：以郡望立堂，亦稱江扈堂。

## 延伸阅读
[在维基数据编辑]
 《百家姓》
 《欽定古今圖書集成·明倫彙編·氏族典·第五姓部》，出自陈梦雷《古今圖書集成》